# 地维长江大桥
地维长江大桥位于重庆市大渡口区跳磴镇白沙沱与江津区珞璜镇之间，是长江上第一座完全由企业自筹资金投资修建的长江公路大桥，其投资建设单位为重庆腾辉地维水泥有限公司。大桥结构形式为双塔双索面预应力混凝土梁斜拉桥，全长734.8米，主桥长627米，主跨345米，总宽15米，双向两车道。大桥于2001年12月开工，2004年3月17日合拢，2004年8月22日通车。
大桥设计单位是重庆交通规划勘测设计院，桥梁工程总预算7846万元。